# Kamenica (Preseka)
Kamenica ist ein Dorf mit 61 Einwohnern in der Gemeinde Preseka und liegt in der Gespanschaft Zagreb im Nordosten Kroatiens. Die Ansiedlung liegt nordnordwestlich der in der Nähe liegenden Dörfer Donja Velika und südsüdwestlich von Srednja Velika. Sie ist von Wald, Wiesen und Feldern umgeben.

## Nachweise
1. ↑  Naselja i stanovništvo Republike Hrvatske 1857.-2001. (Orte und Bevölkerungszahlen in Kroatien)